# Nick Griffin
Nick Griffin (* 1. března 1959) je britský politik, bývalý předseda krajně pravicové Britské národní strany a mezi lety 2009–2014 poslanec Evropského parlamentu.

## Biografie
Nick Griffin je synem britského politika Edgara Griffina. Na University of Cambridge nejprve studoval historii a posléze práva.

## Politická kariéra
Od roku 1999 byl předsedou Britské národní strany (BNP). Pod jeho vedením získala BNP širší podporu britské veřejnosti a výrazně lepší volební výsledky. Ze strany byl vyloučen v roce 2014 kvůli podezřením z obtěžování členů a lhaní o vedení strany médiím.
V roce 2001 kandidoval do britského parlamentu ve volebním obvodu Oldham West & Royton a skončil s 16 % hlasů na třetím místě. Ve volbách v roce 2005 kandidoval ve volebním obvodu Keighley a získal 9,16 % odevzdaných hlasů. Svou stranu vedl i v roce 2004 ve volbách do Evropského parlamentu. V roce 2009 byl do evropského parlamentu zvolen, mandát ale v roce 2014 neobhájil.

### Trestní stíhání a kontroverze
V roce 1998 byl podmínečně odsouzen za své výroky na téma přistěhovalectví do Velké Británie a soužití s lidmi jiných ras. Od prosince 2004 čelí dalšímu stíhání za údajné vyvolávání rasové nenávisti. 6. února 2006 byl shledán nevinným ve dvou ze čtyřech bodů obžaloby. Ve zbylých dvou bodech porota nerozhodla. V nich byl porotou v jiném složení shledán posléze též nevinným.
Zejména druhé stíhání Griffina za projevy jeho politických názorů vyvolalo otázky ohledně svobody slova ve Velké Británii. Za Griffinovo právo na svobodné vyjádření jeho názorů se postavil kupříkladu novinář The Sunday Times Rod Liddle.
Protesty z řad levice vyvolalo pozvání Nicka Griffina, na základě neutrálního a předem stanoveného klíče, do pořadu BBC Question Time, kam jsou běžně zváni i jiní politici.

### Popírání holokaustu
Nick Griffin kritizoval popírače holokaustu Davida Irvinga za připuštění, že během holokaustu zemřely až čtyři miliony Židů a napsal: „Skuteční revizionisté nebudou zmateni tímto obratem v obhajobě příběhu Podvod dvacátého století“.